# Троедворка
Троедворка — деревня в Малмыжском районе Кировской области. Входит в состав  Калининского сельского поселения. Расположена в 6 км от реки Вятка.

## Население
По данным переписи населения в 2010 году в Троедворке проживает 26 человек.